# Oda Nobutada
Oda Nobutada (織田信忠?   1557-21 de junio de 1582) fue el hijo mayor de Oda Nobunaga y un samurái que peleó en numerosas batallas durante el período Sengoku de la historia de Japón.
Nobutada participó en diversas batallas bajo la autoridad de su padre contra Matsunaga Hisahide y en contra del clan Takeda.
En 1582, su padre se vio forzado a cometer seppuku cuando uno de sus generales, Mitsuhide Akechi, lo traicionó durante el Incidente en Honnō-ji. Nobutada huyó al castillo Azuchi, donde también se encaró con los hombres de Akechi y fue obligado de la misma forma a cometer seppuku, con lo que dejó al clan Oda sin un heredero claro ya que su hijo Oda Hidenobu tan solo contaba con 2 años de edad.

## Familia
- Oda Nobuhide - Abuelo
- Oda Nobunaga - Padre
- Oda Hidenobu – Hijo mayor
- Matsuhime - Esposa (hija de Takeda Shingen)